# Ielena Possévina
Ielena Possévina (en rus: Елена Посевина) (Tula, Unió Soviètica, 1986) és una ex-gimnasta rítmica russa, guanyadora de dues medalles olímpiques.

## Biografia
Va néixer el 13 de febrer de 1986 a la ciutat de Tula, població situada a l'óblast de Tula, que en aquells moments formava part de la República Socialista Federada Soviètica de Rússia (Unió Soviètica) i que avui en dia forma part de la Federació Russa.

## Carrera esportiva
Va participar, als 18 anys, en els Jocs Olímpics d'Estiu de 2004 realitzats a Atenes (Grècia), on va aconseguir amb l'equip rus la medalla d'or en la prova per equips de gimnàstica rítmica, un metall que aconseguí revalidar en els Jocs Olímpics d'Estiu de 2008 realitzats a Pequín (República Popular de la Xina).
En el seu palmarès també destaquen sis medalles d'or en el Campionat del Món de gimnàstica rítmica, tres el 2003 i tres més el 2007, així com set medalles d'or al Campionat d'Europa de gimnàstica rítmica, dues el 2003, tres el 2006 i dues el 2008. Es va retirar l'octubre de 2008.
El 2013 es va graduar a la Facultat d'Educació Física i Esports de la Universitat Estatal Lobachevsky de Nijni Nóvgorod.